# Barn (album)
Barn è il 42° album in studio del cantautore canadese-statunitense Neil Young ed il suo 14° con il gruppo musicale Crazy Horse, pubblicato nel 2021.

## Tracce
Testi e musiche di Neil Young.
1. Song of the Seasons – 6:04
2. Heading West – 3:22
3. Change Ain't Never Gonna – 2:53
4. Canerican – 3:12
5. Shape of You – 2:55
6. They Might Be Lost – 4:32
7. Human Race – 4:14
8. Tumblin' Thru the Years – 3:19
9. Welcome Back – 8:28
10. Don't Forget Love – 3:48

## Formazione
- Neil Young
- Nils Lofgren
- Billy Talbot
- Ralph Molina